# Amphineurus subfatuus
Amphineurus subfatuus är en tvåvingeart som beskrevs av Alexander 1922. Amphineurus subfatuus ingår i släktet Amphineurus och familjen småharkrankar. Inga underarter finns listade i Catalogue of Life.